# Робот Вертер
Ро́бот Ве́ртер — андроид и биоробот, персонаж пятисерийного телевизионного художественного фильма «Гостья из будущего» (1984), снятого по повести Кира Булычёва «Сто лет тому вперёд» (1977). Служащий Института времени. В роли робота Вертера снялся актёр Евгений Герасимов. В повести «Сто лет тому вперёд» такого персонажа нет, однако в нескольких поздних произведениях Булычёв всё же использовал образ Вертера.

## История создания
Впервые персонаж появился в сценарии «Гостьи из будущего», написанном Киром Булычёвым. Примечательно, что, согласно сценарию, Вертер должен был выглядеть, как классический робот из фантастики XX века: с металлическим корпусом, светящимися глазами и решёткой вместо рта. В фильме, однако, Вертера сделали человекоподобным биороботом — такой вариант был технически проще и менее затратным. Кроме того, такой образ вызывает у зрителей больше симпатии и сочувствия.
Внешность Вертера была скопирована с образа андроидов из фильмов «Война роботов» (Италия, 1978) и «Зверь из космоса» (Италия, 1980).

## Вариации персонажа
- Вертер впервые появился в сериале, но позже стал и персонажем книг Булычёва[3]. Он появляется в повестях:
  - «Алиса и чудовище» (1999 г.)
  - «Секрет чёрного камня» (1999 г.)
  - «Чулан Синей Бороды» (1999 г.)
  - «Древние тайны» (1999 г.)
  - «Алиса и сапфировый венец» (2001 г.)
  - «Драконозавр» (2001 г.)
  - «Принцы в башне» (2002 г.)
- Вертер появился в фильме «Сто лет тому вперёд» (2024), где был озвучен Фёдором Бондарчуком. Там он представлен как летающий дрон с индикатором, напоминающим лицо. Он обладает полноценной личностью и человеческим голосом, также способен создавать реалистичные голограммы.

## Критика и отзывы
- Журнал «Мир Фантастики» поставил Вертера на 4-е место в списке «Самые-самые роботы», отметив: «Трогательный и старомодный, он вызывает примерно такие же чувства, как случайно обнаруженный тайник со своими детскими игрушками»[4].
- Согласно теории «Алиса Селезнёва и атомная война», придуманной Кареном Налбандяном, до попадания в уборщики Вертер мог быть боевым роботом. По мнению автора, человеческий облик и сложный разум избыточны для задач Вертера, а бой с пиратами показывает, что «простой уборщик» может выдержать несколько попаданий из бластера[5]. Статья о теории была впервые опубликована в интернете в 2006 году[6], а в мае 2014 ей посвятил статью тот же «Мир фантастики», указав Налбандяна соавтором[7] Позднее эту теорию с теми же аргументами пересказывал Клим Жуков, утверждая, что сам пришёл к этим выводам и не упоминая Налбандяна[8], за что его обвиняли в плагиате[9].